# Sportler des Jahres 2006 (Deutschland)
Die Sportler des Jahres 2006 in Deutschland wurden von Fachjournalisten gewählt und am 17. Dezember im Kurhaus von Baden-Baden ausgezeichnet. Veranstaltet wurde die Wahl zum 60. Mal von der Internationalen Sport-Korrespondenz (ISK).

## Männer
| Platz | Sportler           | Sportart              | Punkte | Erfolge 2006                                                                |
| ----- | ------------------ | --------------------- | ------ | --------------------------------------------------------------------------- |
| 1.    | Michael Greis      | Biathlon              | 3126   | Olympiasieger Massenstart, Einzel u. Staffel                                |
| 2.    | Michael Schumacher | Motorsport            | 1645   | Formel-1-Vizeweltmeister                                                    |
| 3.    | Miroslav Klose     | Fußball               | 1430   | 3. Platz u. Torschützenkönig Weltmeisterschaft, Bundesliga-Torschützenkönig |
| 4.    | Dirk Nowitzki      | Basketball            | 1417   | NBA-Finalist                                                                |
| 5.    | Georg Hettich      | Nordische Kombination | 1351   | Olympiasieger Normalschanze, Silber Team                                    |
| 6.    | Sven Fischer       | Biathlon              | 1126   | Olympiasieger Sprint u. Staffel, Bronze Verfolgung                          |
| 7.    | Norman Stadler     | Triathlon             | 0837   | Sieger Ironman Hawaii                                                       |
| 8.    | Fabian Hambüchen   | Turnen                | 0671   | Bronzemedaille Weltmeisterschaft Mehrkampf u. Sprung                        |
| 9.    | Jan Fitschen       | Leichtathletik        | 0669   | Europameister 10.000 Meter                                                  |
| 10.   | Timo Boll          | Tischtennis           | 0640   | Bronzemedaille Weltmeisterschaft Mannschaft, Sieger Europe Top-12           |

## Frauen
| Platz | Sportler          | Sportart                         | Punkte | Erfolge 2006                                                                               |
| ----- | ----------------- | -------------------------------- | ------ | ------------------------------------------------------------------------------------------ |
| 1.    | Kati Wilhelm      | Biathlon                         | 3363   | Olympiasiegerin Verfolgung, Silber Massenstart u. Staffel, Weltcup-Gesamtsiegerin          |
| 2.    | Britta Steffen    | Schwimmen                        | 2980   | vierfache Europameisterin im Freistilschwimmen, Weltrekord 100 m Freistil                  |
| 3.    | Sylke Otto        | Rennrodeln                       | 1337   | Olympiasiegerin                                                                            |
| 4.    | Steffi Nerius     | Leichtathletik                   | 1298   | Europameisterin Speerwurf                                                                  |
| 5.    | Isabell Werth     | Dressurreiten                    | 1201   | Weltmeisterin Grand Prix Special u. Mannschaft, Bronze Kür                                 |
| 6.    | Ulrike Maisch     | Leichtathletik                   | 0916   | Europameisterin Marathon                                                                   |
| 7.    | Birgit Prinz      | Fußball                          | 0866   | Siegerin Women’s Champions League, Rekord-Nationalspielerin (155 Einsätze)                 |
| 8.    | Regina Halmich    | Boxen                            | 0600   | Weltmeisterin Fliegengewicht (Profis)                                                      |
| 9.    | Claudia Pechstein | Eisschnelllauf                   | 0551   | Olympiasiegerin Teamverfolgung, Silber 5000 Meter, Silber Weltmeisterschaft Mehrkampf      |
| 10.   | Verena Bentele    | Biathlon/Skilanglauf (Parasport) | 0493   | Paralympics-Siegerin Biathlon 7,5 km u. Skilanglauf Mittelstrecke, Bronze Biathlon 12,5 km |

## Mannschaften
| Platz | Sportler                             | Sportart              | Punkte | Erfolge 2006                                 |
| ----- | ------------------------------------ | --------------------- | ------ | -------------------------------------------- |
| 1.    | Fußballnationalmannschaft der Männer | Fußball               | 4165   | Dritter Weltmeisterschaft                    |
| 2.    | Hockeynationalmannschaft der Männer  | Hockey                | 2919   | Weltmeister                                  |
| 3.    | Biathlonstaffel Männer               | Biathlon              | 2337   | Olympiasieger                                |
| 4.    | Deutschland-Achter                   | Rudern                | 1550   | Weltmeister                                  |
| 5.    | Bobteam André Lange                  | Bobsport              | 1128   | Olympiasieger im Zweier- und Viererbob       |
| 6.    | Dressur-Equipe                       | Dressurreiten         | 0799   | Weltmeister                                  |
| 7.    | Freistilstaffel Frauen               | Schwimmen             | 0728   | Europameister 4-mal 100 Meter mit Weltrekord |
| 8.    | Eisschnelllauf-Team Frauen           | Eisschnelllauf        | 0533   | Olympiasieger Teamverfolgung                 |
| 9.    | Vielseitigkeits-Equipe               | Vielseitigkeitsreiten | 0332   | Weltmeister                                  |
| 10.   | FC Bayern München                    | Fußball               | 0?     | Deutscher Meister und DFB-Pokalsieger        |